# Guerra contra el terrorismo

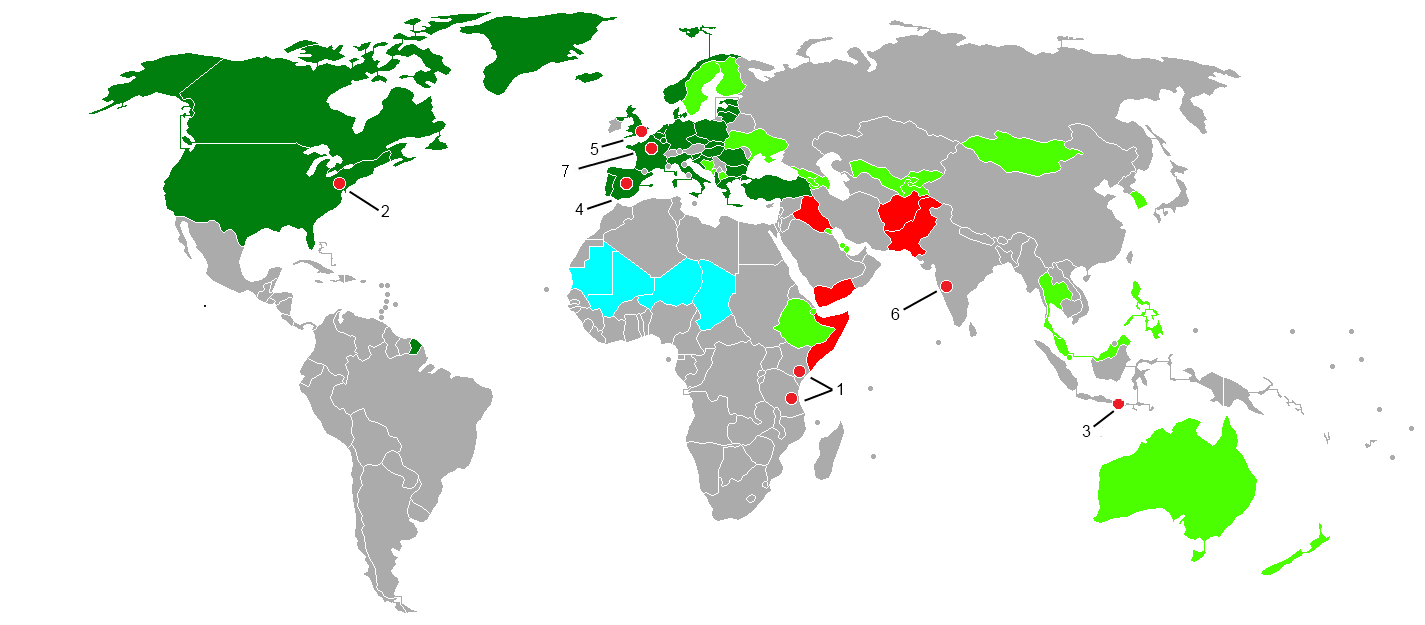
OTAN
Iniciativa Transahariana de Lucha contra el Terrorismo
Mayores operaciones militares (Afganistán • Pakistán • Iraq • Somalia • Yemen)
Otras operaciones militares aliadas
Mayores ataques terroristas de Al Qaeda y grupos afines:
1. Embajadas estadounidenses de 1998 • 2. 11 de septiembre de 2001 • 3. Bali de 2002• 4. Madrid de 2004 • 5. Londres de 2005 • 6. Bombay de 2008 • 7. París de noviembre de 2015

La guerra contra el terrorismo o guerra al terror es una campaña iniciada por los Estados Unidos, apoyada por varios miembros de la OTAN y otros aliados, con el fin declarado de acabar con el terrorismo internacional, eliminando sistemáticamente a los denominados grupos terroristas, considerados así por la Organización de las Naciones Unidas, y a todos aquellos sospechosos de pertenecer a estos grupos, y poniéndole fin al supuesto patrocinio del terrorismo por parte de estados. Esta ofensiva internacional fue lanzada bajo la administración de George W. Bush tras los ataques terroristas del 11 de septiembre del 2001 en Nueva York y Washington D. C., realizados por Al Qaeda, convirtiéndose en parte central de la política exterior e interna de esa administración en torno a los países integrados en el llamado eje del mal. Según las informaciones aparecidas en diversos medios (The New York Times, The Guardian o Rolling Stone), el sucesor de Bush, Barack Obama, inició una «guerra secreta» contra el terrorismo, autorizando ataques con drones contra supuestos dirigentes y militantes de Al Qaeda y grupos yihadistas asociados, en Yemen, Somalia y Pakistán. El Estado Islámico es el único Estado no reconocido que participa en la guerra.
La guerra no solo se libra en Oriente Medio con el correr del tiempo desde el atentado del World Trade Center de 1993, las embajadas estadounidenses de 1998, los atentados del 11 de septiembre de 2001 contra el World Trade Center y la Masacre en la discoteca Pulse de 2016 (Orlando, EE. UU.), pasando por los atentados del 11 de marzo de 2004 en Madrid (España), seguido por los atentados en el Reino Unido como los atentados en julio de 2005 en Londres y los 7 de julio y 21 de julio además del Atentado de Mánchester de 2017, en Francia los Atentados contra Charlie Hebdo y Atentados de París de noviembre de 2015, entre otros como el Atentado contra el Hotel Marriott de Islamabad en Pakistán, los atentados de Bombay de 2008 entre otros graves cambiaron el concepto de que supuestamente se vivía seguro en el mundo occidental.
Fuentes han especulado que la guerra contra el terrorismo se trata desde el 11S de la Tercera Guerra Mundial.

## Guerra de Afganistán

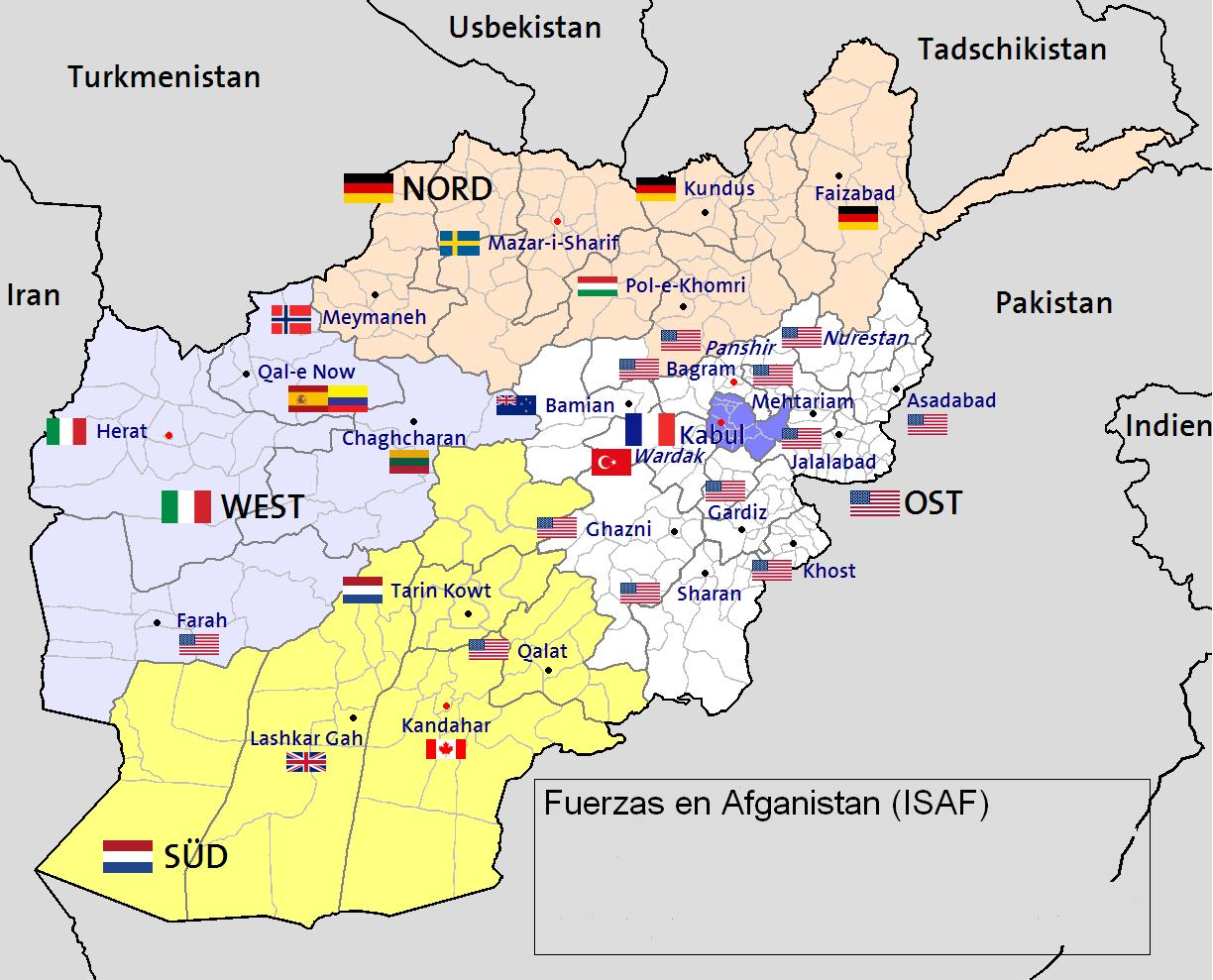
Fuerzas aliadas como parte de la ISAF en Afganistán.

Los talibanes, grupo fundamentalista islamista, nacieron y llegaron al poder tras la guerra civil entre facciones muyahidines de Afganistán, acaecida entre 1992 y 1996, llegando a controlar la práctica totalidad del territorio afgano en el momento de su máxima expansión, poco tiempo antes de su derrocamiento.
La guerra de 2001 en Afganistán —denominada por el mando estadounidense como «Operación Libertad Duradera»—, se inició el 7 de octubre de 2001, ante la negativa del régimen talibán de entregar a Osama bin Laden, supuesto responsable directo de los atentados del 11 de septiembre. Estados Unidos y la OTAN como aliados procedieron a derrocar al régimen talibán y destruir los campamentos de Al Qaeda, ocupando el país para garantizar así su tránsito hacia la democracia e iniciando posteriormente las operaciones para estabilizar y reconstruir el país que el teocrático régimen talibán había gobernado.
En principio existieron dos operaciones militares luchando por controlar el país. La «Operación Libertad Duradera» fue una operación de combate estadounidense con la participación de algunos países de la coalición y que se llevó a cabo principalmente en las regiones del sur y del este del país a lo largo de la frontera con Pakistán. En esta operación participaron unos 28 300 militares estadounidenses aproximadamente. En diciembre de 2001 se logró formar un nuevo gobierno en Afganistán y luego en 2004 un gobierno democrático. La participación de los Estados Unidos y otros países occidentales en la Guerra contra el Terrorismo tenía como propósito principal expandir valores como la democracia, el estado de derecho y los derechos humanos a países que habían sido gobernados por regímenes autocráticos durante mucho tiempo.
La segunda operación fue la Fuerza Internacional de Asistencia para la Seguridad (ISAF) y que desde 2006, bajo elecciones, protegió a Afganistán que se vio amenazada la estabilidad debido al incremento de la actividad insurgente liderada por los Talibán, los altos registros de producción ilegal de droga, y un frágil gobierno con poco poder fuera de Kabul. Actualmente la operación es reemplazada por la Operación Apoyo Decidido desde 2015 (Resolute Suport, en inglés) que fue establecida por el Consejo de Seguridad de Naciones Unidas a finales de diciembre de 2001 para asegurar Kabul y las áreas de sus alrededores. La OTAN asumió el control de la ISAF en 2003. En julio de 2009, la ISAF tenía en torno a 64 500 militares de 42 países, proporcionando los miembros de la OTAN el núcleo de la fuerza. Estados Unidos tenía aproximadamente 29 950 soldados en la ISAF.
En julio de 2015 los talibanes hicieron un contacto inicial con el Gobierno afgano en Pakistán con el objetivo de llegar a un acuerdo de paz, pero el proceso quedó suspendido pocos días después al conocerse la muerte del fundador del movimiento insurgente, el mulá Mohammad Omar, dos años antes.
En 2017 el presidente estadounidense Donald Trump anunció que EE. UU. seguirá implicado en la guerra, con un aumento no especificado de tropas y sin plazos fijos para su retirada, aunque se conoció que 4000 soldados más llegaron a ese país asiático, contando así con un total de 14 000 soldados estadounidenses y en total 16 000 soldados de todas las fuerzas de ocupación extranjeras (incluyendo los 14 000 efectivos estadounidenses).
Tres años después, en junio de 2018 ambas partes llegaron a un acuerdo y mantuvieron un cese al fuego de tres días por el mes de Ramadan. El acuerdo fue observado por ambas partes y los combatientes talibanes acabaron uniéndose a las celebraciones de las fuerzas gubernamentales y civiles. Este acuerdo es el primero que se llega a poner en marcha desde el comienzo de la guerra en 2001.
El 20 de diciembre de 2018 una fuente reveló que el presidente de los Estados Unidos Donald Trump decidió retirar la mitad de los 14 mil efectivos estadounidenses asentados en ese país en un plazo de meses. Esta postura de retirada fue desmentida por un vocero de la Casa Blanca y por el General Austin S. Miller, comandante de las fuerzas extranjeras en Afganistán, pero al mismo tiempo afirmada por otros funcionarios gubernamentales estadounidenses
Luego de años de tratativas de retirada de los efectivos internacionales, el presidente estadounidense Joe Biden, sucesor de Donald Trump, quien quiso retirar las fuerzas estadounidenses para el 1 de mayo de 2021, Biden toma la decisión de comenzar a retirar las tropas estadounidenses luego del 1 de mayo de 2021 (fecha fuera del tratado de paz de 2020) debido, según su administración, a los incumplimientos de los talibanes de no respetar el acuerdo de paz, es decir para mayo de 2021 se empiezan a retirar los primeros efectivos estadounidenses al mismo tiempo que lo hacen sus mismos aliados extranjeros. Pero por su parte los talibanes llevan a cabo una ofensiva que desde la retirada de las fuerzas internacionales, la ofensiva (y toma de territorios) es bastante avanzada, llegan a tomar la mitad del país a principios de agosto de 2021, rodeando las capitales del país y ocasionando estragos (para agosto del mismo año) en la capital afgana, lo que para el 15 de agosto de 2021, los talibanes conquistan prácticamente todo el país y llegan a tomar la ciudad capital de Kabul, se pide una transferencia pacífica del poder y las embajadas de los países extranjeros evacuan el país, al mismo tiempo que los ciudadanos afganos y su presidente Ashraf Ghani.
El 30 de agosto de 2021, Estados Unidos llevó a cabo su última evacuación de Afganistán, poniendo fin a la misión militar internacional.

## Guerra de Irak
Después de la invasión a Afganistán, y dentro de la estrategia marcada por Estados Unidos, Irak comenzó a situarse como un objetivo geoestratégico, por su orientación política desfavorable para occidente y su ubicación geográfica en pleno corazón de Oriente Medio y con grandes fronteras con la República Islámica de Irán y Arabia Saudita. La inmensa mayoría de sociedades occidentales y árabes, como también muchos gobiernos, varios de ellos de países pertenecientes a la OTAN, se mostraron contrarios ante una posible invasión y ocupación de Irak. A pesar del coste político que representaba, una veintena de países de todo el mundo se posicionaron favorablemente ante una intervención, liderada políticamente por los gobernantes de Estados Unidos, Reino Unido y España. Existió gran controversia internacional, plasmada en el Consejo de Seguridad de las Naciones Unidas, donde la delegación estadounidense liderada por Colin Powell defendió la posesión de armas químicas y biológicas por Sadam Huseín, junto con la existencia de laboratorios móviles ubicados en camiones difícilmente detectables. Dicha información fue proporcionada por la CIA, basándose en las afirmaciones de disidentes y desertores iraquíes. Por su parte, los países con contratos para sus petroleras en Irak, como la República Popular de China (China National Oil Company), Francia (TotalfinaElf) o la Federación Rusa (Loukoil) se opusieron a la intervención. En los países favorables a la intervención se gestaron grandes movimientos organizados contrarios a la guerra, quienes sostenían que los motivos eran meramente económicos y motivados por la necesidad del control del petróleo.

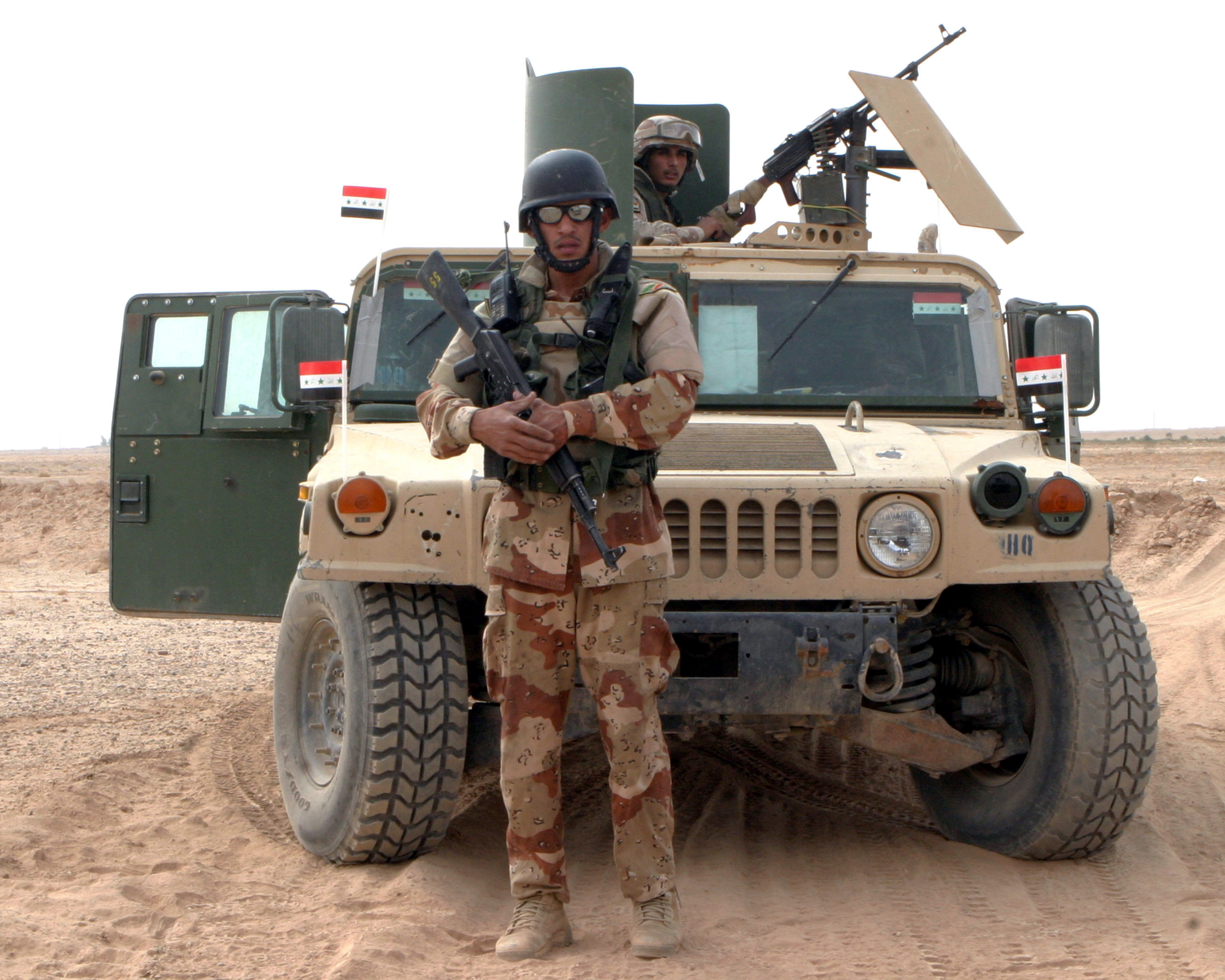
Las fuerzas de seguridad iraquíes son entrenadas por la OTAN. Según el ministro de Interior de Irak, Jawad Bolani, han demostrado su capacidad para contener "la amenaza del terrorismo en el país".

La guerra llevó a la rápida derrota de los militares iraquíes, el derrocamiento del dictador Sadam Huseín, su captura en diciembre de 2003 y su ejecución tres años más tarde. La coalición dirigida por los Estados Unidos en el nuevo Irak trató de establecer un nuevo gobierno democrático. Teniendo que hacer frente poco después del fin de la guerra a violencia organizada contra las fuerzas de la coalición y entre los diversos grupos étnicos iraquíes, que dio lugar a una guerra asimétrica, con la aparición sobre el terreno de miles de yihadistas extranjeros principalmente magrebíes, que han fomentado los enfrentamientos civiles entre sunitas y chiitas, en un esfuerzo por desestabilizar el país. La mayoría de los yihadistas son instruidos y armados por Al Qaeda, marchan a Irak con la intención de derrotar a las fuerzas de la coalición, algunos de ellos son reclutados en España.  Sus objetivos son matar el mayor número de soldados de la coalición y provocar grandes conflictos civiles que derriben el frágil gobierno iraquí, enfrentando a suníes y chiíes. Con el fin de recrear un escenario viable para instaurar un califato islamista. Abu Musab al Zarqaui antiguo dirigente de Al Qaeda en Irak, anuncio en una entrevista la declaración de “guerra total” a los chiitas en Irak. también expresó sus planes por carta a Aymán al-Zawahirí en julio de 2005, describiendo su plan de crear un estado islámico, enfrentarse después a los países vecinos y finalmente destruir Israel.
La opinión pública contraria a la guerra, entre otras causas, motivó un cambio de gobierno en España. Tras las elecciones del 14 de marzo el partido socialista (PSOE) obtuvo la mayoría de votos. Establecido el nuevo gobierno en España, la primera medida adoptada fue ordenar la retirada de las tropas de Irak. Seguidamente como dependientes de la misión española Honduras, Nicaragua y la República Dominicana adoptaron la misma medida. Posteriormente la República de Filipinas también retiró las tropas de Irak, bajo el chantaje terrorista que amenazaba con quitar la vida a un camionero filipino secuestrado en Irak. Durante 2006 la violencia en Irak sufrió un notable incremento, llegando con cifras récords en cuanto al número de soldados muertos, así como la proliferación de múltiples atentados entre las distintas confesiones, llegando al punto de que muchos pronosticaron el inicio de la guerra civil.  Como contramedida para reducir la violencia, la administración estadounidense ordenó el envío de más de 20 000 soldados de refuerzo a Irak, junto con otras medidas de tipo económico. Durante el año siguiente la violencia disminuyó notablemente en Irak. Como resultado, algunas naciones miembros de la coalición comenzaron a retirar sus fuerzas como consecuencia de una opinión pública a favor de la retirada de las tropas y el aumento de las fuerzas iraquíes, que comenzaron a asumir la responsabilidad de la seguridad.
El 18 de diciembre de 2011 se retiraron las fuerzas estadounidenses y de la coalición terminando la guerra. No se han encontrado pruebas de la existencia de armas de destrucción masiva. Durante la guerra murieron 4490 estadounidenses y en total, sumando los soldados estadounidenses muertos, murieron 4808 soldados de la coalición de los países ocupantes y, la economía estadounidense, lejos de beneficiarse por el petróleo como algunos intencionadamente profetizaban, ha tenido que hacer frente a los enormes gastos bélicos, agravando la crisis económica que padece.
En julio de 2009 se ha informado que los saudíes pagarán 3500 millones de dólares a Estados Unidos para crear un muro de seguridad en su frontera, a raíz del conflicto en Irak.

## Guerra contra Estado Islámico
Irak sufría una guerra contra un surgido y autodenominado Estado Islámico liderado por el califa Abu Bakr al-Baghdadi, quien ocupó vastos territorios de Irak y llegó hasta ocupar parte de Siria quien además luego de ocupar tales territorios declaró un Estado Islámico con capital en Raqqa dentro de Siria.
Luego de la petición de Irak para que Estados Unidos entre en guerra contra el Estado Islámico y ya en guerra el Estado Islámico con Siria, el 8 de agosto de 2014 el presidente de los Estados Unidos Barack Obama anunció al mundo la entrada de los Estados Unidos en el conflicto que Irak vivía con el Estado Islámico a través de apoyo aéreo y no terrestre debido a que según sus argumentos no deseó repetir los acontecimientos de la guerra de Irak, según Obama la nación norteamericana no debía quedarse indiferente ante la petición de ayuda de Irak y con el fin de proteger a las minorías cristianas y yazidis y además de proteger los establecimientos y bases militares estadounidenses asentadas en Irak. Por ello el 10 de septiembre de 2014, Obama le declaró la guerra al Estado Islámico y anunció la creación de una coalición internacional con el fin de actuar contra de aquellos terroristas en la cual también incluyó acciones bélicas dentro de Siria.
En diciembre de 2015 Rusia entró oficialmente en la guerra civil siria y contra Estado Islámico. Si bien Rusia solamente expresó mantenerse dentro de sus bases militares en Siria pero continuó la acción bélica directa en conjunto con acciones ofensivas de las Fuerzas Armadas Sirias para recuperar sus posesiones perdidas que estaban en manos de Estado Islámico.
Irán decidió intervenir en el conflicto para defender a Siria e Irak del grupo terrorista y posteriormente, la guerra contra Estado Islámico se expandió de Irak y Siria a Egipto, Libia, Nigeria, Rusia, Israel, Turquía, Yemen, Afganistán y Líbano entre otros países. EE. UU. decidió intervenir militarmente con su coalición de países contra el grupo terrorista y los aliados terroristas del ISIS, al igual que Rusia y la coalición de países que integraron la lucha contra el ISIS liderados por Rusia. Ambos bandos combatieron al Estado Islámico, EE. UU. lo hizo e Irak y Siria y en otras naciones, mientras que Rusia lo hizo en Siria, Libia y Egipto.
El 6 de diciembre de 2017 Rusia declaró la derrota del Estado Islámico en Siria, mientras que el 9 de diciembre del mismo año Irak declaró la derrota del ISIS en su país. Irán también expresó que el Estado islámico sufrió la derrota en Irak y Siria.
A principios de febrero de 2019 las fuerzas kurdas sirias respaldadas por la aviación de la coalición extranjera liderada por EE.UU lanzaron un asalto final contra el último reducto del Estado Islámico en Baghuz, en el este de Siria
 y con ello el 22 de marzo del mismo año las fuerzas kurdas lograron tomar el reducto al mismo tiempo que esta fuerzas kurdas, la Casa Blanca declararon a Siria libre de la presencia del ISIS y la victoria sobre la organización terrorista en Siria.

## Guerra en Somalia

Extensión a lo largo de 2006 del territorio bajo control de las Cortes Islámicas.

Tras los acuerdos para formar un parlamento somalí impulsados por la comunidad internacional, el Gobierno provisional Somalí que en un principio se estableció en Kenia, comenzó su traslado a Somalia en los primeros meses de 2005 con el apoyo de fuerzas etíopes. A pesar de estos esfuerzos no se pudo establecer la normalidad ni seguridad y se iniciaron graves enfrentamientos armados. Esta situación fue aprovechada por las cortes islámicas pertrechadas y apoyados por Eritrea, país de mayoría musulmana que mantiene una disputa fronteriza con Etiopía y fundamentado en el resentimiento generado hacia las tropas etíopes de religión cristiana. Las milicias yihadistas se apoderaron en junio del 2005 de Mogadiscio y de otras grandes ciudades del sur de Somalia, donde impusieron un régimen integrista basado en la sharia (ley islámica). En respuesta Etiopía realizó una ofensiva general contra las fuerzas de las Cortes Islámicas, consiguiendo expulsarlas de la mayor parte de los territorios en su poder. El 21 de diciembre de 2006 el líder islámico de la Unión de Cortes Islámicas Sheik Hassan Dahir Aweys declaró de yihad o guerra santa contra  Etiopía, motivando la llegada de “muyahidines” de otros países musulmanes. En enero del 2007 la Fuerza Aérea estadounidense atacó posiciones de los milicianos islámicos somalís. Por su parte el Gobierno de transición somalí ha aprobado la ofensiva etíope y estadounidenses y la calificó de solución correcta. La presencia de Al-Qaeda quedó patente con la aparición sobre el terreno de Fazul Abdullah, quien es responsable de la muerte de 224 personas en los atentados contra las embajadas estadounidenses de Kenia y Tanzania en 1998.  Erróneamente algunas fuentes le dieron por muerto en un ataque.«

## Operaciones militares en Yemen
Las operaciones militares estadounidenses en Yemen comenzaron en el año 2002, dos años después del atentado contra el destructor estadounidense USS Cole el 12 de octubre de 2000, que permanencia anclado en las costas de Yemen en una parada rutinaria de repostaje, cuando una pequeña lancha se acercó a la zona de babor del destructor y detono en un ataque suicida sus explosivos asesinando a 17 marineros e hiriendo a 30.
Se utilizaron drones y se intensificó su uso durante el mandato del presidente George W. Bush y continuaron durante las administraciones de los presidentes Barack Obama y Donald Trump con el motivo de combatir el terrorismo sobre todo de Al Qaeda. Se centran especialmente en el área sureña de Yemen. Varios soldados estadounidenses han combatido en Yemen en su lucha contra Al Qaeda sobre todo soldados de las fuerzas especiales.

### Detalles de las operaciones
En 2014 fuerzas especiales estadounidenses fueron a rescatar a un fotoperiodista de EE. UU. Los secuestradores le mataron a él y a un amigo suyo  sudafricano.
El 28 de enero de 2017 una operación secreta llevada a cabo por Fuerzas especiales de los EE.UU en Yemen junto a las fuerzas de los Emiratos Árabes Unidos una veintena de helicópteros Apache y aviones no tripulados sobrevolaron la zona en un poblado llamado Yakla en Yemen donde estos llevaron a cabo una misión con el objetivo de atacar a la organización terrorista Al Qaeda, estos Navy Seals dieron muerte a al menos catorce terroristas, tres de ellos altos mandos de la red terrorista. Además la operación se cobró la vida de al menos treinta civiles, entre ellos mujeres y niños, entre estos, la hija de ocho años del clérigo Anuar al Aukaki, el líder islamista nacido en Estados Unidos que cayó en el 2011 en una intervención con aparatos teledirigidos; por otra parte también se lamentó el saldo de un Navy Seal estadounidense muerto, tres Navy Seals heridos y la destrucción de una aeronave V-22 Osprey la cual acudió al rescate de los marinos de elite quienes estaban bajo fuego terrorista, pero el aparato debió ser destruido por su mal aterrizaje y accidente. Los militares estadounidenses que participaron en la incursión se apropiaron de «información sobre la planificación de futuras tramas terroristas». La fuente de noticias NBC News afirma que los mandos militares estadounidenses buscaban al tercer terrorista más peligroso y buscado del mundo Qassim al Rimi quien (este terrorista) se burló del Presidente de los Estados Unidos Donald Trump y expresó que Trump recibió una bofetada muy grande en dicha operación militar. Se desconoce si Al Rimi se encontraba en la base de Al Qaeda o, avisado del raid, se habría trasladado a un lugar seguro.
En febrero de 2020, el entonces Presidente Donald Trump afirmó que Estados Unidos asesinó a Qassem Al Rimi en una operación de contraterrorismo, en la provincia de Al Bayda, en Yemen.

## Intervenciones francesas en África (Operaciones Serval, Barkhane y Sangaris)
En 2012 el gobierno maliense se vio amenazado por el Movimiento Nacional para la Liberación del Azawad (MNLA), una organización independentista mayoritariamente tuareg, se alzó en rebelión contra el gobierno central con el apoyo de grupos islamistas como Ansar Dine, y el Estado de Malí fue perdiendo paulatinamente el control de la zona. Debido a ello el gobierno maliense solicitó ayuda al gobierno francés para recuperar sus territorios y poder gubernamental perdido y en manos de los tuaregs y grupos yighadistas. Por ello en 2013 comenzó la Operación Serval la cual tuvo un supuesto éxito de las fuerzas francesas y su coalición aliada compuesta por países africanos y con apoyo de países europeos, esta operación finalizó en 2014 y dio paso con la continuación, desde 2014, de la Operación Barkhane la cual es la continuación de la Operación Serval pero con el objetivo de eliminar por completo la amenaza terrorista y tuareg que continúa no solo en Mali sino también en la zona del Sahel.
La Operación Sangaris fue una operación francesa que se llevó a cabo en la República Centroafricana con el objetivo de restablecer el control al gobierno legítimo centro africano de facciones armadas rebeldes denominadas Seleka. Esta se llevó a cabo desde 2013 hasta 2016.

## Guerra de los drones de Obama
Según las informaciones aparecidas en diversos medios (The New York Times, The Guardian, Rolling Stone) el sucesor de Bush, Barack Obama, inició una "guerra secreta" contra el terrorismo autorizando ataques con drones contra supuestos dirigentes y militantes de Al Qaeda y grupos yihadistas asociados, en Yemen, Somalia y Pakistán.
El viernes 30 de septiembre de 2011 se produjo un ataque selectivo de la CIA con drones en Yemen que causó la muerte de Anwar al-Awlaki, jefe de Al Qaeda en la península arábiga, según las autoridades norteamericanas. El presidente Barack Obama valoró la muerte de al Aulaki como «otro hito en el camino hacia la derrota de Al Qaeda y sus afiliados». Según informó el corresponsal del diario español El País, «Obama advirtió que ese golpe demuestra, además, la decisión de su Administración de perseguir sin tregua a los cabecillas terroristas allí donde se encuentren. Al Qaeda no va a encontrar un santuario en ninguna parte del mundo», aseguró. El Gobierno de Obama ha multiplicado en los últimos meses este tipo de ataques selectivos, especialmente con aviones sin tripulación (drones) en Afganistán, pero también en Pakistán, Somalia y Yemen". Por otro lado, el hecho reinstaló el debate sobre la legalidad de estos ataques, especialmente en este caso ya que se trataba de un ciudadano estadounidense que no estaba formalmente acusado de ningún delito ni había sido sometido a ningún proceso en EE. UU., y nunca había reconocido públicamente su vinculación con ningún acto terrorista.
El martes 5 de junio de 2012 el Pentágono informaba que el día anterior un ataque con drones sobre un lugar en la región noroeste de Pakistán había causado la muerte de Abu Yaliya al Libi, supuesto "número dos" de Al Qaeda. De confirmarse la noticia se trataría del mayor éxito obtenido por el Ejército estadounidense desde la muerte de Osama Bin Laden, ya que Libi estaba considerado como el jefe de operaciones de la organización terrorista. Era el octavo ataque con drones de las dos últimas semanas realizado sobre Pakistán, lo que levantó las protestas de su gobierno, que nunca es informado previamente de los ataques, algunos de los cuales han causado víctimas civiles ("colaterales" en el argot militar). También han surgido críticas en Estados Unidos que comparan esta "guerra secreta" de Obama con la política de George W. Bush de cárceles secretas, torturas y detenciones ilegales en Guantánamo.
Según The Guardian, los ataques con drones son especialmente mortales para los civiles. Por 41 líderes islamistas atacados por los drones estadounidenses, han muerto al menos 1147 civiles, entre ellos decenas de niños. El New York Times informa en una investigación publicada en 2021 que el número de civiles asesinados desde 2014 por los drones estadounidenses es muy superior a las 1417 víctimas reconocidas oficialmente por el ejército, y el periódico denuncia miles de muertes, muchas de ellas de niños.

## Muertes en operaciones fuera de Afganistán
El Servicio de Inteligencia de Estados Unidos estimó que sus ataques selectivos con aviones no tripulados (drones) han matado a 2581 terroristas y 116 civiles en un total de 473 ofensivas en Pakistán, Yemen, Somalia y Libia desde que el presidente Barack Obama llegó al poder en 2009.

## Perú
La insurgencia narcoterrorista en el Perú data desde el año 2001 hasta la actualidad y fue consecuencia del fracaso en la toma del poder de los grupos terroristas Sendero Luminoso (SL) y el MRTA, así como del encarcelamiento de sus cabecillas durante la época del terrorismo en el Perú. Este conflicto surgió específicamente en la zona amazónica del VRAEM y está conformada por remanentes que se negaron a dejar las armas y optaron por aliarse con narcotraficantes de la región, además de involucrarse directamente en la producción, almacenaje y comercialización de drogas y el tráfico de cocaína con el fin de financiar sus actividades, dando como resultado una insurgencia de bajo nivel que actualmente enfrenta al Estado, dejando bajas por ambos bandos y especialmente en la población civil.
Desde la captura de Abimael Guzmán, varios integrantes de Sendero Luminoso se atrincheraron en la región del VRAEM por orden del Camarada Artemio, paralelamente, exintegrantes del MRTA (ahora con Sendero Luminoso) mantuvieron su posición en la región del Alto Huallaga, todos ellos creando alianzas con narcotraficantes colombianos y locales ubicados en estas zonas además de traficar de manera directa, adoptando el narcotráfico como principal fuente financiera. Como consecuencia los ataques contra las fuerzas de seguridad se han recrudecido, incluyendo la amplitud de su capacidad operativa en la región, consolidando sus bases de apoyo, inclusive reclutando menores de edad. En respuesta el gobierno peruano  ha dirigido varias ofensivas y campañas para eliminar a todos los grupos criminales y terroristas en la zona, teniendo como resultado el decomiso de cantidades récord de droga (debido a la Ley de Control de Insumos Químicos promulgada en 2004) además de la destrucción de decenas de pozas de elaboración de narcóticos.
El 22 de marzo de 2002 un coche bomba explotó frente a la Embajada de Estados Unidos, situada en Surco y a menos de 48 horas de la visita del presidente de ese país, George W. Bush, a Perú. Este hecho dejó 9 muertos, 40 heridos y decenas de edificios destruidos frente al centro comercial el Polo. El presidente, Alejandro Toledo, quien se encontraba en México al momento del siniestro, anunció su regreso inmediato al país desde la ciudad de Monterrey

## Críticas al uso del término

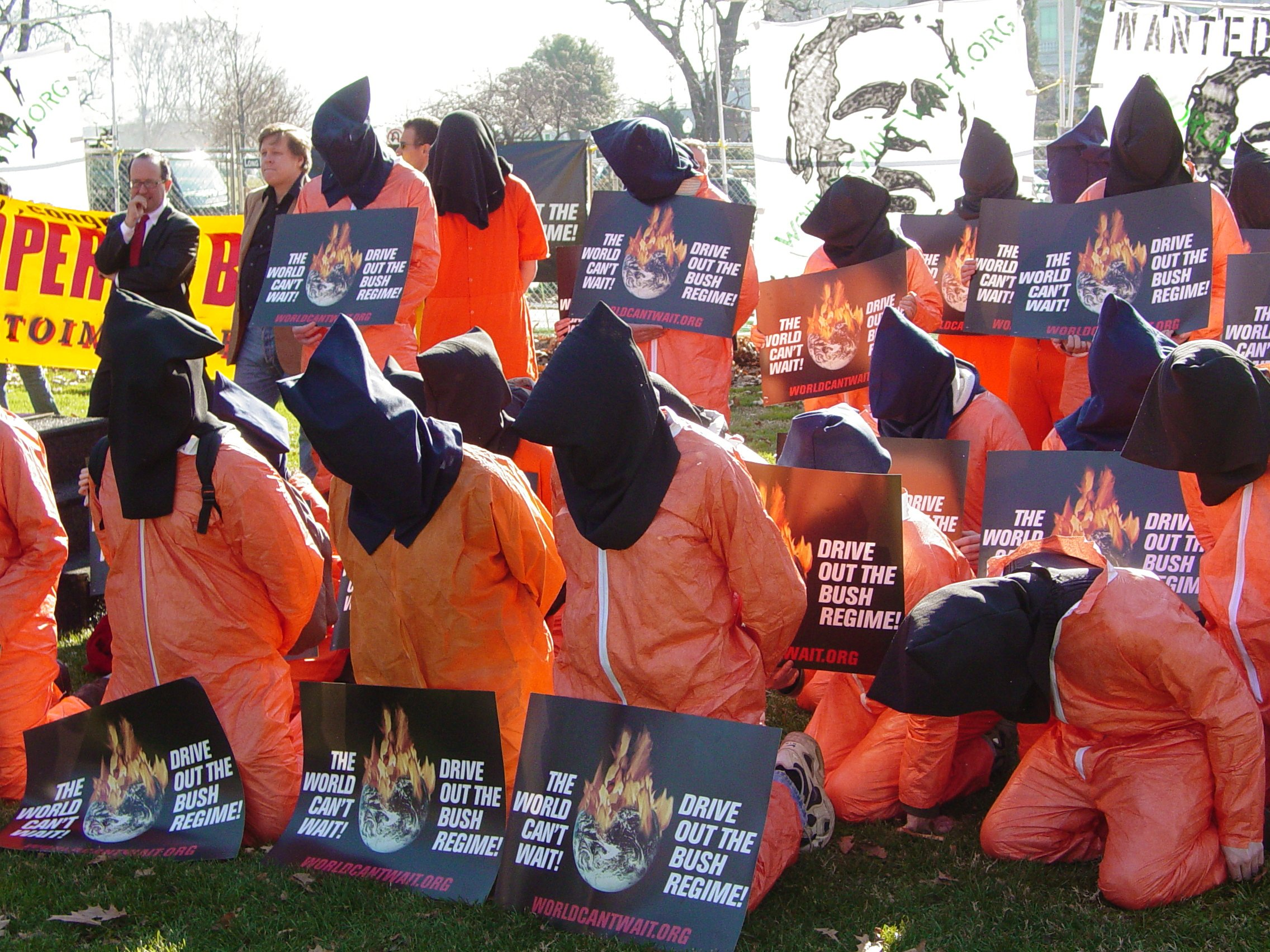
Participantes en una manifestación en Washington D. C., vestidos como detenidos de Guantánamo encapuchados y con el característico traje naranja.

Las críticas al término "Guerra contra el terror" se refieren a los asuntos, la legitimidad, la eficiencia o el coste económico asociados a las operaciones militares llevadas a cabo en nombre de dicho término. Algunos analistas consideran que el nombre es confuso y ha tenido en ocasiones un fin eminentemente propagandístico. La propia noción de "guerra" contra el "terrorismo" es complicada, y diversos críticos han señalado que es inadecuado y que las acciones militares en su nombre no puede ser adecuadamente etiquetadas como guerra, además de que han perseguido objetivos políticos que exceden lo estrictamente militar. Se ha argumentado que algunas de las medidas adoptadas en relación con dicha "guerra" han reducido algunos derechos civiles, y atentan contra los derechos humanos. La inadecuación de término "guerra" se debería por ejemplo a que no existe un enemigo claramente identificable, o al hecho de que parece poco probable que el terrorismo internacional pueda ser adecuadamente eliminado por medios específicamente militares.
Otras críticas, como la de Francis Fukuyama, apuntan a que el terrorismo no es un enemigo concreto, sino solo una táctica usada por grupos de personas opuestas a otros grupos más amplios; la expresión «guerra contra el terrorismo», oscurece las diferencias entre conflictos como la insurgencia emancipatoria yihadista internacional. Mientras Estados Unidos y sus aliados han mantenido presencia militar en Irak y Afganistán, se han causado daños colaterales, Shirley Williams afirma que esto aumenta el resentimiento y las amenazas terroristas contra intereses occidentales. También se percibe que dicha presencia constituye una hipocresía por parte de Estados Unidos, va acompañada de histeria mediática, y que la mezcla entre política de exteriores y política de seguridad han dañado la imagen de Estados Unidas percibida en la mayor parte de países.

## Terrorismo antes y después de la Guerra contra el terror
Dada la naturaleza diversa de las amenazas y la ambigüedad del término “terrorismo”, la ‘Guerra contra el terror’ posterior al 11S no tiene supuestamente objetivos claros ni una finalidad específica según críticos del gobierno de Estados Unidos. El éxito en operaciones militares no necesariamente implica una misión cumplida, ya que las redes de terrorismo y extremismo se pueden reconstruir e incluso revitalizar después de periodos de inestabilidad política y guerra. La administración de George W. Bush convirtió a esa 'guerra' en uno de los principios rectores en la política exterior y de defensa americana, por lo que más que una guerra es una estrategia de política y de defensa y no hay una "victoria" claramente definida. A pesar de que después de Bush la retórica fue utilizada con menor frecuencia, las operaciones antiterroristas continuaron y el combate al terrorismo sigue siendo un objetivo clave de la política exterior americana. También se han endurecido políticas migratorias en occidente bajo la premisa de contener el terrorismo y se han añadido nuevos actores a las listas de grupos terroristas en varios países.
Algunos de los objetivos mencionados por la Casa Blanca han sido la protección de los ciudadanos estadounidenses, la prevención de futuros ataques terroristas, derrotar a ciertos grupos terroristas y la disminución de las condiciones que propician el terrorismo a través de la promoción de democracia. Algunos críticos argumentan que el terrorismo no se puede eliminar mediante objetivos militares ya que éstos aumentan el resentimiento hacia el occidente y la radicalización. Otros consideran que la posición intransigente de Estados Unidos ha transformado a potenciales aliados en enemigos, las intervenciones extranjeras han ocasionado vacíos de poder en sitios clave y la creciente intolerancia a ciertos grupos étnicos, religiosos y raciales en Europa y Estados Unidos han sentado las bases para la expansión de los grupos de yihadismo internacional. Además, el flujo de dinero y armas hacia zonas de inestabilidad también ha contribuido al empoderamiento de grupos extremistas. Por ejemplo, hay evidencia de que a través de la operación Timber Sycamore las armas proporcionadas por la CIA a rebeldes en la guerra civil siria terminaron en el mercado negro, al alcance de grupos terroristas como el Estado Islámico.
Una manera de medir la frecuencia e intensidad de los ataques terroristas antes de la “declaración” de guerra y después de esta es mediante la Base de Datos Global sobre Terrorismo (GTD) creada por el Consorcio Nacional para el Estudio del Terrorismo y Respuestas al Terrorismo (START). Esta base de datos ofrece los recursos más completos acerca del fenómeno, recopilando información sobre ataques terroristas desde 1970.

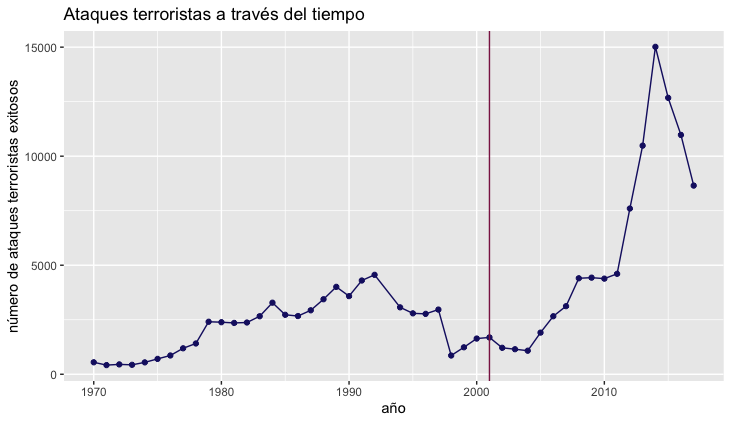
Número de ataques terroristas exitosos 1970-2017

 El número de ataques terroristas exitosos, después de disminuir significativamente desde 1992, comenzaron a aumentar de manera precipitada a principio de los años 2000. En el año 2014 se observó un número récord de ataques terroristas exitosos, alcanzando 15 mil. El aumento precipitado de ataques terroristas y muertes asociadas a éstos coincide con el inicio de la guerra civil siria en 2011, donde numerosos grupos yihadistas ganaron considerable control de partes del territorio. 

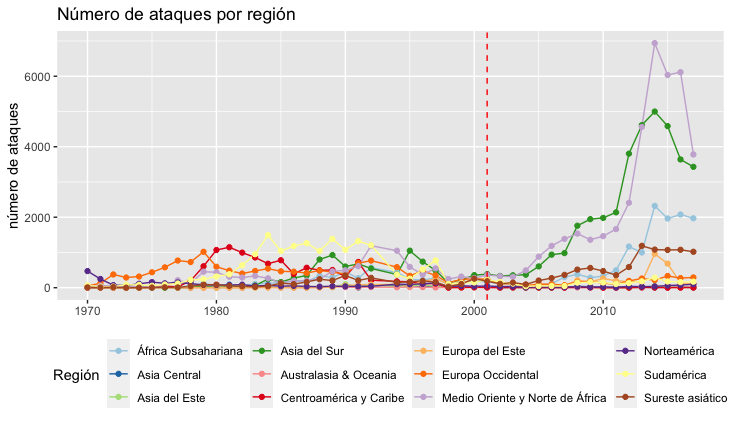
Número de ataques terroristas por región

 El aumento en ataques han sucedido, en mayor parte, en las regiones del Medio Oriente y Norte de África, Asia del Sur, África Subsahariana y en menor medida, el Sureste Asiático. Las mayor cantidad de muertes se ha concentrado, desde este aumento, en el Medio Oriente y Norte de África, África Subsahariana y Asia del Sur. El Instituto para la Economía y la Paz (IEP) determinó que en 2014, el 78 % de las muertes y más de la mitad de los ataques se produjeron solamente en Irak, Afganistán, Nigeria, Pakistán y Siria y que el número de muertes por terrorismo ha aumentado por cinco desde el 2000.

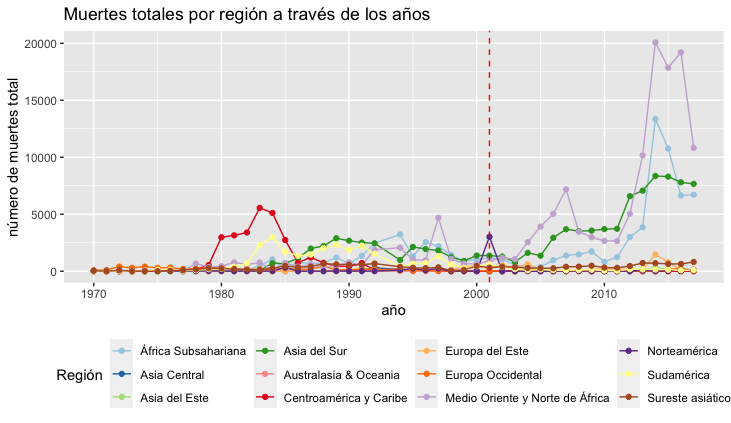
Número de muertes por ataques terroristas según la región

Ha habido un aumento de grupos violentos como el Estado Islámico en Siria e Irak, acompañado de mayores ambiciones territoriales en el Medio Oriente y un aumento en la desestabilización. Según el IEP, la mayoría de las muertes por ataques terroristas en el 2013-2014 se asociaron solamente a cuatro organizaciones: el Estado Islámico, Boko Haram, Talibán y Al Qaeda. El mayor aumento en muertes se observó del 2012 al 2013. Según estos datos, el terrorismo global y las muertes por ataques terroristas no han disminuido y, por lo contrario, parecen haber aumentado desde el comienzo de la Guerra contra el terror. Por otro lado, Europa Occidental y Norteamérica son dos de las regiones con menos incidentes. A partir del 2014, los ataques y muertes se han reducido, sin embargo, el terrorismo se ha concentrado en los sitios devastados por conflictos, tanto internos como internacionales.

Los blancos de los ataques según la región también han cambiado desde 2001. 

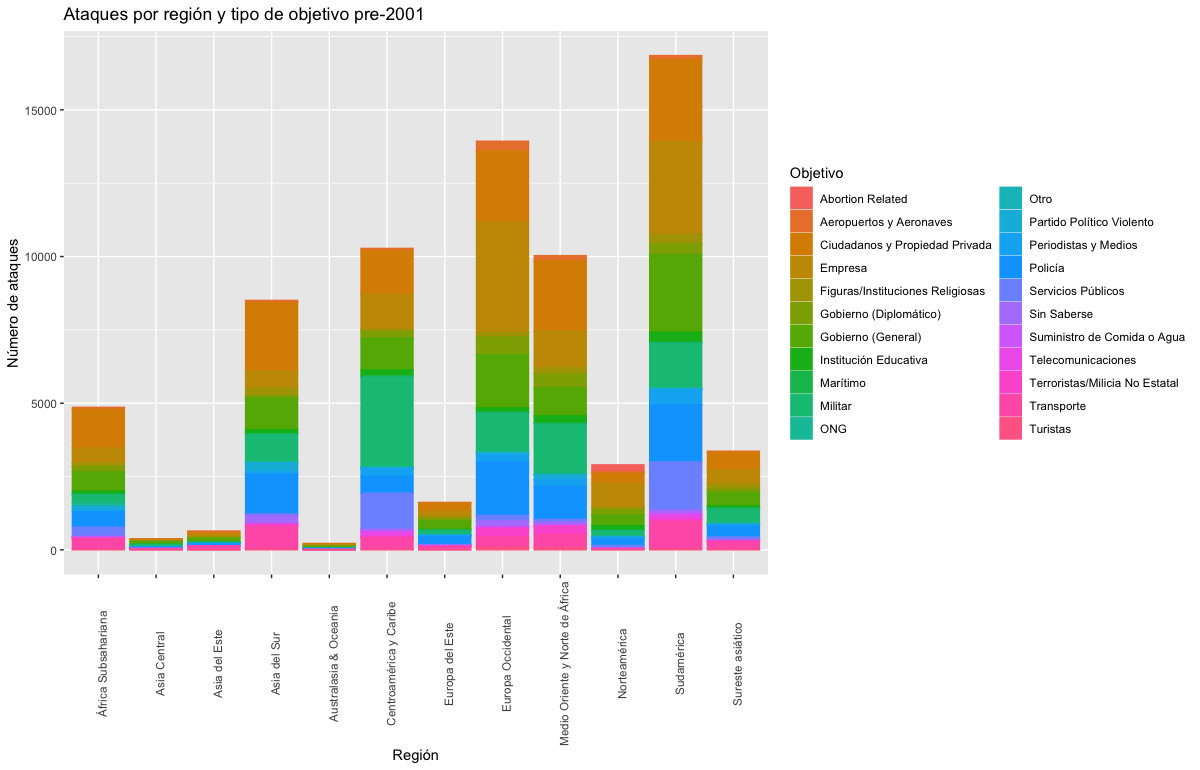
Número de ataques por región y según los blancos de los ataques, pre-2001

 Previo a la Guerra contra el terror, las instituciones educativas, la infraestructura de telecomunicaciones y los ciudadanos y la propiedad privada eran blancos más comunes. Desde la Guerra contra el terror, el número de ataques ha incrementado en enorme cantidad pero se ha concentrado en menos regiones, y las instituciones militares, aeropuertos y aeronaves se han convertido en blancos más importantes. 

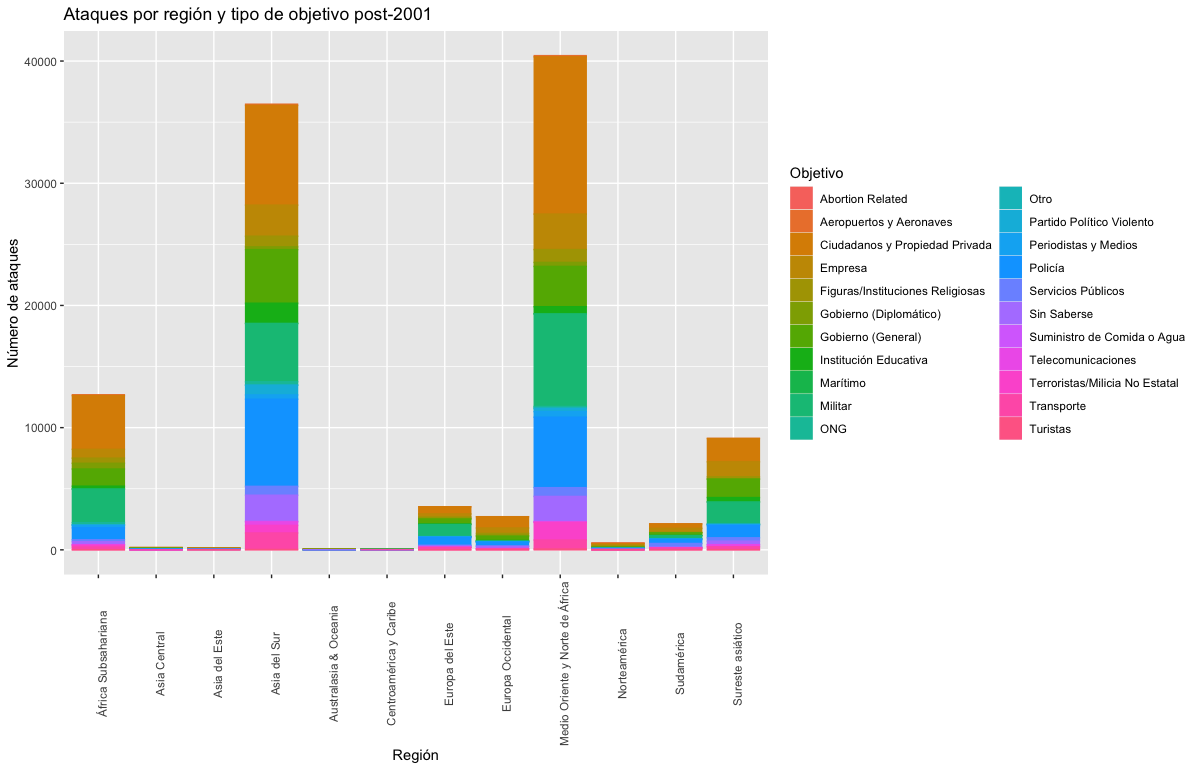
Número de ataques por región y según los blancos de los ataques, post-2001